# Profura
Profura AB är ett svenskt investmentbolag med huvudkontor i Göteborg. Företaget äger verksamheter inom bland annat livsmedel, hustillverkning, verkstad, trävaror och fastighetsförvaltning. För det brutna räkenskapsåret 1 maj 2021 till 30 april 2022 redovisade koncernen en nettoomsättning om 6,2 miljarder SEK. Företaget grundades av Bernt Ivarsson 1994. Verksamheten var då fokuserad på skogsindustri som en utveckling av den verksamhet som Ivarsson grundade 1973 under namnet Vestkustens Skogs AB. 2004 fick bolaget en renodlad inriktning mot investeringar.

## Större innehav[4][5]
- Svensk Husproduktion, hustillverkning
- Llentab, stålbyggnation
- Sisjö Intressenter, livsmedel
  - Räkor & Lax i Göteborg
- Nordic Food Group, livsmedel
- Omne bröd, livsmedel
- Nordic Room Improvement, interiör- och exteriör
- Primotech Group, teknikhandel
- Lyft & Byggmaskiner, anläggningsmaskiner
- Petcare Group, djurprodukter
- Västkustens Skogs, virkeshandel